# Lou de Olivier
Lou de Olivier (São Paulo, 21 de fevereiro de 1961), também conhecida como Anna Lou Olivier, é uma especialista em Medicina Comportamental, psicopedagogia, psicoterapia, arteterapia,  e precursora da Multiterapia.. É também dramaturga, contista, romancista e poetisa. Lou de Olivier é também pioneira da TV brasileira, constando como integrante do Museu da TV, por ter sido a primeira criança no mundo a gravar um vinil profissional com apenas três anos de idade e também foi uma das primeiras crianças a gravar vídeo-tape no Brasil, participando ativamente de programas como Grande Gincana Kibon, Programa Show Canarinho, Titio Molina, entre outros.
Atualmente ela é conhecida por pesquisar assuntos complexos como anoxia perinatal e distúrbios diversos, como dislexia, hiperlexia, discalculia, autismo, entre outros, e temas de saúde em geral e transcrevê-los em linguagem acessível. Ja teve várias de suas teses comprovadas, sendo uma das principais a Dislexia adquirida,que ela pesquisou e identificou a partir da década de 80. E, na atualidade, está definitivamente aceito o distúrbio da Dislexia Adquirida constando dos termos oficiais da Ciência da Saúde em língua portuguesa, espanhola e também inglesa, onde recebeu a denominação de Acquired Dyslexia.
Outras teses suas que foram comprovadas pelo meio acadêmico/científico foram anoxia perinatal como uma das causas do  autismo  , Consumo de drogas  causando TOC  entre outras.Tem diversos artigos acadêmicos e científicos publicados por revistas e jornais especializados tanto em Português  quanto em Inglês 
Também foi uma das primeiras profissionais a introduzir técnicas como  dança e teatro nas sessões de Arteterapia que, anteriormente, eram apenas com Artes Plásticas.
Em 1997, ao estagiar na  Brinquedoteca do Instituto da criança do Hospital das Clínicas da Faculdade de Medicina da USP observou a importância da Brinquedoteca e sua aplicação na aprendizagem de crianças com ou sem distúrbios. A partir daí, ela desenvolveu uma pesquisa que culminou em uma nova forma de aplicar a Brinquedoteca como aliada à aprendizagem. Uma espécie de brinquedoteca intermediária entre a Hospitalar e a apenas lúdica. Ela fez diversas publicações e palestras a este respeito, criando também um curso para treinar professores e pais utilizando brinquedos e brincadeiras como meio de alfabetizar crianças consideradas normais e tratar crianças com distúrbios de aprendizagem. Este modelo de brinquedoteca tem sido utilizado com sucesso em diversas unidades tanto em clínicas quanto em escolas.

## Biografia
Lou de Olivier, cujo nome verdadeiro é Ana Lourdes Rizzutto de Oliveira, é filha de Nardino Francisco de Oliveira ex assessor de Fernando Nabuco e ex comandante da Guardamoria Alfândega de Santos – SP - Brasil,  e de Lourdes Rizzuto descendente de nobres calabreses, bisneta de Piero e Páschoa Germi Rizzutto da Ilha di Capo Rizzuto e neta de Carmo Rizzutto e Deolinda Martins. Carmo, vindo da Calábria, casou-se com Deolinda (índia brasileira) e eles foram morar na colônia italiana de Brodowski onde foram vizinhos e amigos de Cândido Portinari. O casal Nardino e Lourdes é considerado muito importante para a História de São Paulo e do Brasil. Eles foram fundadores de três bairros da região sul de São Paulo, Jardim Itacolomi, Jardim Jabaquara e Vila Marari. Além da fundação dos bairros, trouxeram diversas melhorias como água encanada e asfalto para toda a região. E foram fundadores do primeiro posto de saúde da região, inclusive atendendo a população de forma gratuita. Também implantaram o primeiro empório. Nardino, que também foi assessor de Fernando Nabuco, construiu com recursos próprios uma vila de casas populares e reservou vinte casas para ceder aos necessitados. Desta forma não cobrava aluguéis, cedia água, eletricidade, fornecia alimentos, material escolar, assistência médica e dentária, enfim, sustentava as famílias carentes. Isso ocorreu por mais de quarenta anos enquanto teve vida. Esta vila ficou conhecida como Vila do Nardino. Ele foi dono de toda a região dos três bairros citados. E por todos os seus feitos virou nome de praça em decreto que foi assinado por Marta Suplicy 25 de maio de 2001. (Retirado do livro Brasil de todos os povos – Destaques e Personalidades, pag 279-280 – Instituto Biográfico do Brasil)

Lou de Olivier, desde cedo tomou gosto pelas artes, com 2 anos era levada pelos pais aos programas de televisão, sendo convidada a aprender canto e dança moderna. Com 3 anos gravou um vinil, sendo considerada a primeira criança no mundo a gravar disco profissional com esta idade. Fez ballet clássico e participou de programas do Blota Jr e de especiais como Petistil Espacial, Grande Gincana Kibon e Pullman Jr.  Aprendeu também piano clássico, Inglês e Francês.
Aos 16 anos foi vítima de afogamento e perdeu grande parte da memória, passou por 25 especialistas que não encontravam sua cura. Ela foi fazer teatro com Berta Zemmel e Wolney de Assis para recuperar a memória. Começou a escrever diários para lembrar o que fazia, numa forma de terapia para superar sequelas do acidente, assim se iniciou como dramaturga tendo escrito sua primeira peça teatral intitulada “Eu inteiro, metade de mim” relatando o que se passava com ela. A partir dai passou a pesquisar sozinha os sintomas que apresentava, cursou Medicina Comportamental, Neuropsicologia, Psicopedagogia, Psicanalise Clínica, Artes Cênicas, Musicoterapia e cursou Mestrado em Ciências Humanas e acabou por detectar um novo distúrbio: a Dislexia adquirida e criar um método terapêutico que intitulou Multiterapia. (Retirado do livro Brasil de todos os povos – Destaques e Personalidades, pag 279-280 – Instituto Biográfico do Brasil) Suas publicações tornaram-se mundialmente conhecidas, após sua premiação na Inglaterra em 2000 e, mais recentemente, por sua participação no Congresso Internacional. Global Clinical Psychologists Annual Meeting Conference. Atualmente ela escreve periodicamente artigos para revistas especializadas como Psique Ciência e Vida e Sentidos no Brasil.

## Prêmios
Suas publicações lhe renderam quatro prêmios internacionais e cinquenta e um prêmios nacionais, todos por indicação, destacando-se: 2000/2002 - Lancaster House Award - como pesquisadora
2000 - Award Echo of Literature como escritora ambos na (Inglaterra). No Brasil, ela recebeu 51 troféus e/ou diplomas de honra, sendo o primeiro em 1965 - 1º troféu recebido com apenas quatro anos de idade. Outros prêmios importantes foram:  2007 - XXII Dia Internacional da Mulher, a partir desta data, ela recebeu este mesmo prêmio em diversos anos. Também em 2007, recebeu os prêmios Mulher Linda Mulher e Personalidade do ano. Em 2008 recebeu o Prêmio Excelência Mulher e XXIII Magnífico, também a partir desta data recebeu diversos prêmios Magnífico. Entre outros. O último troféu recebido no Brasil foi o Fênix, Oscar de Ouro em 2014. A partir daí, ela decidiu não mais aceitar troféus por não ter mais onde armazená-los. Em 2017 Lou de Olivier doou grande parte de seus troféus e acervo ao Museu PróTV, tornando-os patrimônio do Museu da TV Brasileira, onde ela consta como pioneira. Continuou sendo indicada a prêmios como Magnifico e Dia Internacional da Mulher, porém não participou mais das solenidades. Em 2019, ela acaba de ser condecorada Dama Comendadora - Nobres Damas de São Paulo pela Ordem dos Nobres Cavaleiros de São Paulo e pela Academia Brasileira de Ciências, Artes, História e Literatura.

## Citações em livros oficiais
A partir de 2009, passou a integrar as paginas 279 e 280 do livro Brasil de todos os povos/São Paulo, sua Historia, seus monumentos - Destaques e Personalidades. Lou de Olivier também é citada nas paginas 187, 405 e 670 da Enciclopédia de Literatura Brasileira - Volume I - 2001. E também nas paginas 532 e 533 do Dicionário de Mulheres - Volume II - da Historiadora Hilda Flores.

## Obra
No Brasil, foi colaboradora de revistas como Mãe Moderna, Viver Psicologia, jornais como Socorro News, Sunday News e Intersul, escrevendo sobre distúrbios de aprendizagem, drogas, divórcio e assuntos correlatos. Também prestou assessoria em assuntos terapêuticos a diversas rádios como: Globo (programa Laércio Maciel), Mundial (diversos programas), Avaré (programa do Capitão) entre outros. Foi colunista no Jornal Ecos, Comunidade Maytê, Jornal O Rebate, Guia Nosso São Paulo, Rio Total, site Aprendaki, entre outros. Prestou assessoria à Rádio Novo Nordeste nos programas: "Rádio ao vivo" e "Saúde e notícia". Apresenta-se periodicamente abordando assuntos terapêuticos no Programa Lilian Loy Rádio Record E também no Programa "Análise Direta" RIT TV. No ano de 2012 teve publicados seis dossiês e três artigos de sua autoria pela Revista Psique Ciência e Vida e dois artigos de sua autoria pela Revista Sentidos,ambas da Editora Escala.

## Obra filantrópica
Sempre teve também uma grande participação no trabalho social, seguindo os passos de sua família que praticou a filantropia por mais de setenta anos. Na atividade filantrópica, suas maiores contribuições foram: o Espaço Cultural Dra. Lou de Olivier, oferecendo cursos e serviços à toda a região sul de São Paulo, a clínica Psiconeuroarte com atendimento gratuito e mais de quinze anos lecionando artes na periferia de São Paulo, tudo isso sem nenhum vínculo político nem religioso. Além do já citado em filantropia,  partir de 2010, ela se tornou vegana e, desde então, tem feito uma grande ação de conscientização de forma voluntária e gratuitamente, em massa tanto nacional 

quanto internacional  sobre veganismo por intermédio de seu projeto Solua,vampirinho vegano que já foi apresentado gratuitamente para mais de três mil crianças em todo o Brasil. Neste projeto, ela une a filantropia com doações de e-books, camisetas e outros itens à conscientização de alimentação saudável e respeito à natureza e aos animais. E também coordena o e-book solidário, diversos títulos de sua autoria disponibilizados com renda doada aos animais abandonados e pessoas com deficiência intelectual.

## Obra Literária
Dos vários livros publicados, destacam-se:
- Auto ajuda/didáticos:
  - "Transtornos de Comportamento e Distúrbios de Aprendizagem" (2013)[26]
  - "Distúrbios familiares" (2008) [27]
  - "Psicopedagogia e Arteterapia, Teoria e Pratica na aplicação em Clínicas e Escolas" (2006) [28]
  - "Distúrbios de aprendizagem - Verdades que ninguém publicou" (2003)[29]
  - "Acontece nas melhores famílias" (2000) [30]
  - "Distúrbios de aprendizagem e de comportamento" (2006) [31]
  - "Problemas de Aprendizagem na Pré-escola. (2000)[32]
  - "A escola produtiva". (1999) [33]
- E-book:
  - "Dislexia sem rodeios" (2015)[34]
  - "Administrando o caos" (2015) [35]
  - "Brinquedoteca aliada à aprendizagem" (2007) [36]
  - "Brinquedoteca aliada à Aprendizagem e Brinquedoteca Inclusiva" (2017)
  - "Dislexia e Dislexia Adquirida: Como detectar, diferenciar, entender e tratar" (2017)
- Romances:
  - "Aventuras amorosas de Soraya Estrada" (1999) [37]
  - "O preço de um sonho" (1993) [38]
  - "Paixão virtual" (1997) [39]
  - "Beijos Amargos" (2000) [40]
  - "O dia do meu casamento" (1999) [41]
  - "O anjo loiro - romance autobiográfico" - (2002) [42]
  - "A Irmandande - romance autobiográfico" (2015) [43]
  - "Tua força é meu destino, teu destino é minha missão" (1999/2016) [44]
  - "Planos para o passado" (2016) [45]
  - "Armagedom Har Meggido (Ana e o Apocalipse)" (2017) [46]
- Trilogia:
  - "Mística, perversa, sensual" (2003)[47]
- Antologias:
  - No Brasil:
    - "Talento feminino em prosa e verso I e II" (2002) [48]
    - "O amor que move o sol e outras estrelas" (2005) [49]
    - "Talento DELAS" (2007) [50]
    - "Talento brasileiro" (2008) [51]
    - "Caminhos do amor" (2007) [52]
    - "Livre pensador" [53]

  - Na Inglaterra:
    - "UK Brazil - Antology of Poems" (1999) [54]
- Teatro/Dramaturgia:
  - "Três contos que vou te contar! (1983)[55]
  - "A Cinderela que não era bela porque era branca demais"  (1983) encenada e premiada em diversas cidades no Brasil [55]
  - "Os alienados" (1998) já encenado e premiado em várias cidades no Brasil e em Portugal, onde foi montado com título "Os alucinados"
  - "Solua, o vampirinho vegano" (2014)
  - "Solua, o vampirinho vegano, episódio Plantando uma nova consciência" (2014)
  - "Solua, o vampirinho vegano, episódio Ouvindo os animais" (2015)
  - "Eu inteiro, metade de mim" (1979)[55]
  - "Cacos da minha vida"ou "o que falo não se escreve, o que escrevo não se fala" (2003)
  - "Nunca em Los Angeles" (1998)[55]
  - "A família Panetone" (1985)[55]
  - "S.O.S. Anta Laranja" (1984)[55]
  - Ai Discubriram!!!" (1985)[55]
  - "Cabalá, a Arte de receber e doar" (2012)
  - "Beijos Amargos" (2012) Adaptação para teatro, do seu romance também intitulado Beijos Amargos
  - "O último planeta"(2012)
  - "Festival do besteirol" (2007)
  - "Penteados versus descabelados" (1985)
  - "Antes rico com saúde que pobre na decadência do samba" (1985)[55]
  - "Siga aquele voto" (1989)[55]

É também autora de mais de 700 poesias e mensagens reflexivas publicadas em antologias impressas e via Internet.